# Uintasorex
Uintasorex — рід пан-приматів, що жили в Північній Америці в еоценову епоху. Скам'янілості, що належать до Uintasorex, були датовані бриджіанським та уінтанським етапами, приблизно від 50.3 до 42 мільйонів років тому.

## Етимологія
Назва роду походить від латинського слова «землерийка» (-sorex), у поєднанні з посиланням на гори Уінта, де були виявлені голотипні скам'янілості.

## Опис
Як і інших мікросіопіди, найбільш обговорюваною особливістю Uintasorex є його надзвичайно малий розмір. Вважається, що Uintasorex був меншим за мишачого лемура, найменшого з сучасних приматів. Колись вважалося, що Uintasorex був комахоїдним, виходячи з його маси тіла та принципу порогу Кея, який припустив, що примати легші за 500 грамів, як правило, є комахоїдними, але достовірність цього правила ставиться під сумнів і більше не може вважатися чинним.
Твердість їхньої емалі дозволила зубам Uintasorex протриматися досить довго після смерті, щоб зазнати скам’яніння, і велика частина того, що відомо про рід, походить із останків зубів. Визначальною особливістю мікросіопідів є виразне поєднання між гіпоконулід-ентоконідними горбками молярів, і в межах родини ця особливість найбільш розвинена в Uintasorex. Чітко виражені гребені на верхніх і нижніх корінних зубах свідчать про наявність міжкорінцевих волокон, характерних для інших уінтасорицинідів.